# Palazzo Corrado Alvaro

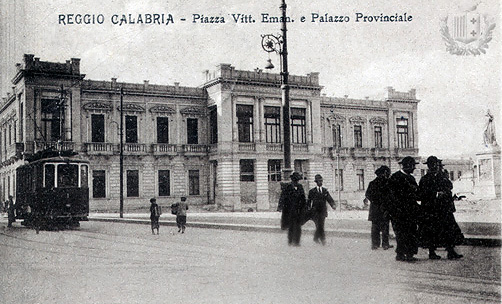
Palazzo Foti in Reggio Calabria auf einer alten Postkarte aus den 1920er-Jahren

Der Palazzo Corrado Alvaro (früher Palazzo Foti) ist ein Palast aus den 1910er- und 1920er-Jahren in Reggio Calabria in der italienischen Region Kalabrien. Heute ist er Sitz der Provinz Reggio Calabria. Früher war der Palast nach Pietro Foti, einem Patrioten und Bürgermeister der Stadt Ende des 19. Jahrhunderts, benannt, wurde aber 2015 zu Ehren von Corrado Alvaro, einem Autor und Dichter, der in San Luca geboren war, umbenannt.
Der Palast liegt im Block zwischen der Piazza Vittorio Emanuele II (auch Piazza Italia genannt), dem Corso Giuseppe Garibaldi, der Via Pietro Foti und der Via Miraglia. Früher stand dort der Palazzo dell’Intendenza, der beim Erdbeben 1908 zerstört wurde.

## Geschichte
Der heutige Palast wurde 1913 vom Architekten Camillo Autore und vom Bauingenieur Gaetano Spinelli projektiert und 1920 erbaut, wobei noch während des Baus Änderungen an dem Konzept vorgenommen wurden. Die Büros der Provinzverwaltung waren in der Zeit zwischen dem Einsturz des alten und dem Bau des neuen Palastes in einer der Baracken im Manti-Viertel, zwischen Via Possidena und Via Filippini untergebracht.

## Beschreibung

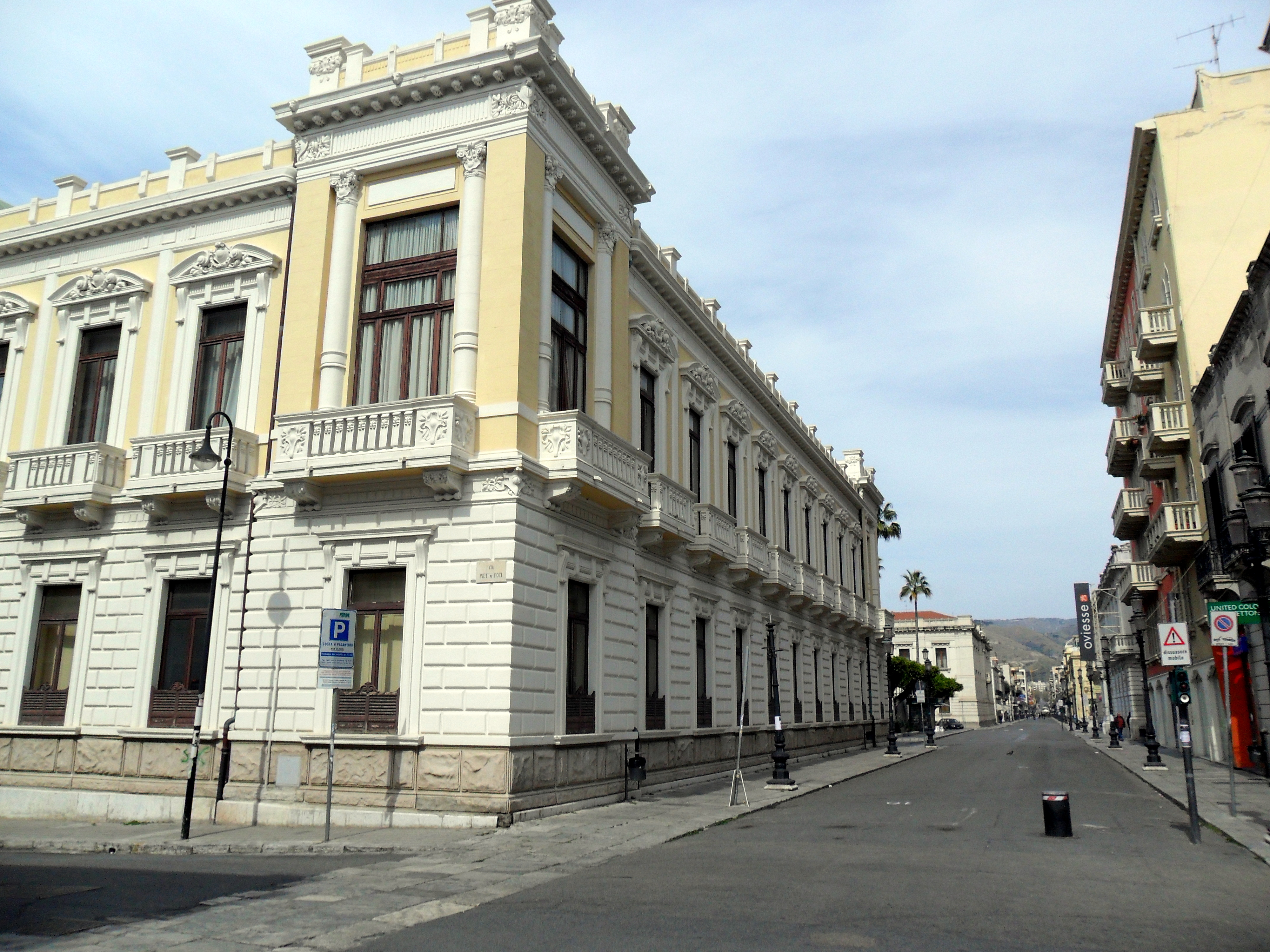
Der Palast vom Corso Garibaldi aus

Die Außenansicht des Palastes findet ihren größten Ausdruck in der Fassade zum Platz hin und in den vier Elementen an den Ecken. Die Fassaden haben im Erdgeschoss eine Reihe von Fenstern mit Architraven, im ersten Stock Balkone mit gebogenen Tympana und Verzierungen darüber. Die Wandoberflächen zeigen im Erdgeschoss glattes Bossenwerk und im Obergeschoss Glattputz. Ein Traufgesims mit darauf angebrachter Balustrade mit floralen und geometrischen Motiven schließt das Gebäude nach oben ab.

## Gezeigte Kunstwerke

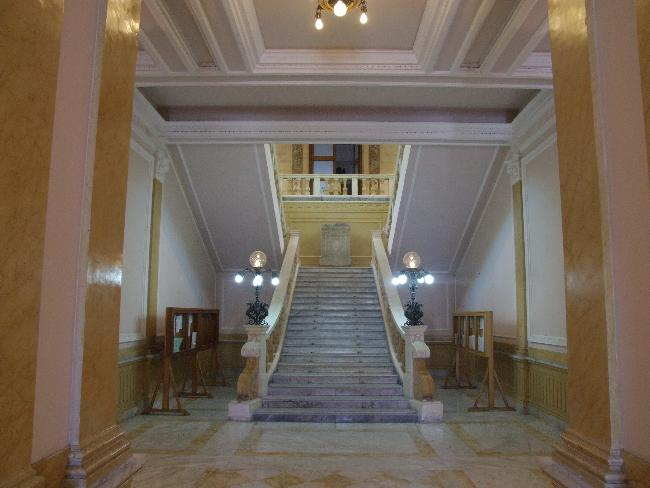
Die Innentreppe des Palastes

Im Inneren des Palastes gibt es einige Kunstwerke verschiedener Künstler. Darunter sind erwähnenswert:
- Die „pala marmorea“ (dt.: Maromorschaufel) von Alessandro Monteleone,  auf dem das Sacrificio dei Martiri di Gerace (dt.: Märtyreropfer von Gerace) und die Sbarco di Giuseppe Garibaldi e la difesa di Reggio (dt.: Landung von Giuseppe Garibaldi und Verteidigung von Reggio) abgebildet ist, sowie Barlaam di Seminara che impartisce lezioni di greco a Petrarca e Boccaccio (dt.: Barlaam von Kalabrien, der Petrarca und Boccaccio Unterricht in Griechisch gibt).
- Zwei Mosaike von A. Mori, auf denen das Miracolo di San Paolo e la colonna ardente (dt.: das Wunder von San Polo und die brennende Säule) und die Partecipazione alle Crociate dei nobili della città (dt.: Teilnahme der Adligen der Stadt am Kreuzzug) dargestellt sind.
- Ein Gemälde von 1869, geschaffen von Benassai mit Namen La raccolta del grano (dt.: Die Erzählung vom Korn).
- Ein Ölgemälde von Domenico Augimeni mit Namen I contadini (dt.: Die Bauern).
- Ein Testa di donna dormiente (dt.: Kopf einer schlafenden Frau) von Panetta.
- Ein Gemälde von Galante, auf dem Allegorie einer Fata Morgana abgebildet ist.
- Zwei Frauenköpfe von Francesco Jerace.

Von bemerkenswerter Bedeutung aus künstlerischer Sicht ist die Treppe, die zu den Sälen im Obergeschoss führt; sie schmückt ein römischer Altar.
Im Sinne der ursprünglichen Idee, den Palazzo Corrado Alvaro den Bürgern zurückzugeben, indem man ihn einfacher nutzbar und offen für alle gestaltet, sind heute verschiedene Bereiche für Ausstellungen, Zusammenkünfte und Veranstaltungen verfügbar.

## Die Restaurierung
Nachdem der Palazzo della Provincia di Reggio lange Zeit restauriert worden war, wurde er der Stadt zurückgegeben, erweitert um zwei neue Säle in den alten Kreuzgang (der Versammlungssaal und der Ausstellungssaal) und ein Solarium auf der Terrasse. Darüber hinaus wurden verschiedene Gebäudeteile restauriert:
- Die Mosaike und die Gemälde an Decken, Böden und Wänden, wie die Fata Morgana von Galante und andere Gemälde des Saals Monsignor Ferro.
- Das Halbrelief von Alessandro Monteleone im Ratssaal von 1954.
- Marmor- und Bronzebüsten, wie Il Generale von Giuseppe Renda, l’Eroica und l’Era vom Mai und Victa von Francesco Jerace aus den Jahren 1920–1924.
- Alle alten Möbel, die Geländer, die Lampen, die Gittertore und die Pastorale wurden restauriert und erhalten.